# Tōkamachi
Tōkamachi (japanska: 十日町市?, Tōkamachi-shi) är en stad i Niigata prefektur i Japan. Staden fick stadsrättigheter 1954.